# Identificador de rota virtual
Um Identificador de Rota Virtual (IRV), do Inglês Virtual Path Identifier (VPI), refere-se a um campo de 8 (pacotes usuário-rede) ou 12 bits (pacotes rede-rede) dentro de um cabeçalho de um pacote ATM. O IRV, junto com o (ICV) (Identificador de Circuito Virtual) é usado para identificar o próximo destino de uma célula quando ela atravessa uma série de comutadores (switches) ATM em seu trajeto para seu destino. O IRV é útil na redução da tabela de comutação de alguns circuitos virtuais que possuem rotas comuns.